# 북지군
북지군(北地郡)은 중국의 옛 군이다. 이름 그대로 북쪽 땅이라는 뜻이다.

## 진
원래는 의거의 땅이었다. 진 소양왕 35년(기원전 271년), 선태후가 의거의 왕을 감천궁으로 유인해 죽였고 이를 틈타 진나라는 의거를 병합했다. 치소는 의거현(지금의 간쑤 성 닝 현 북서)이었다.
| 현명 | 한자 | 대략적 위치                     | 비고                                                                      |
| ---- | ---- | ------------------------------- | ------------------------------------------------------------------------- |
| 의거 | 義渠 | 칭양 시 닝 현                   | 진시황릉 출토 도기에 새겨진 '의거신성'(義渠新城)                          |
| 음밀 | 陰密 | 핑량 시 링타이 현 서            | 진나라 봉니 '음밀승인'(陰密丞印)                                          |
| 안무 | 安武 | 칭양 시 전위안 현 남            | 진나라 봉니 '안무승인'(安武丞印)                                          |
| 팽양 | 彭陽 | 칭양 시 전위안 현 동            | 진나라 봉니 '팽양승인'(彭陽丞印)                                          |
| 방거 | 方渠 | 칭양 시 환 현 남 일대           | 진나라 봉니 '방거제승'(方渠除丞)                                          |
| 이양 | 泥陽 | 칭양 시 닝 현 남동              | 전세 전국시대 후기 진나라 병기 '이양'(尼陽) 과(戈) 등                     |
| 노   | 鹵   | 핑량 시 충신 현 경내?           | 충신 현 전국시대 진나라 무덤에서 출토된 착기(戳記) 도기에 '노시'(鹵市) 등 |
| 욱질 | 郁郅 | 칭양 시                         | 진나라 봉니 '욱질'(郁郅) 등                                               |
| 장무 | 長武 | 셴양시 창우현 북서              | 진나라 봉니 '장무승인'(長武丞印)                                          |
| 오지 | 烏氏 | 핑량 시 북서                    | 진나라 봉니 '오지승인'(烏氏丞印)                                          |
| 귀덕 | 歸德 | 옌안시 우치현 일대              | 진나라 봉니 '귀덕승인'(歸德丞印)                                          |
| 조나 | 朝那 | 구위안 시 펑양 현 진한고성 유지 | 장가산한간 《질률》 중 '조나'현                                           |
| 제도 | 除道 | ?                               | 장가산한간 《질률》 중 '제도'현                                           |
| 약반 | 略畔 | 칭양 시 허수이 현               | 시베이 대학 역사박물관에서 소장하는 진나라 관인 '약반지승'(略畔之丞)      |

## 전한
진나라가 쇠퇴하고 흉노가 묵돌선우의 통치 하에 발흥하면서, 조나현(현 구위안시 펑양 현 일대, 이후 안정군으로 분리됨)까지 흉노의 세력권에 들어갔다. 항우의 18제후왕 분봉에서는 옹나라의 영토였다. 기원전 206년 한나라가 옹나라를 정복할 당시 역상이 함락해 한나라의 지배를 받았고, 한나라의 통일 후 한나라의 직할 15군 중 하나가 되었다.
원정 3년(기원전 114년) 군의 일부분이 안정군으로 분리됐다.
삭방자사부에 속했다. 원시 2년(2년)의 인구조사에 따르면 64,161호, 210,688명이 있었다. 아래의 속현 목록은 《한서》지리지의 내용이다. 원연·수화 연간(기원전 8년 무렵)의 현황으로 여겨지며, 총 20현(19현 1도)이다. 일반적으로 첫 현이 치소로 여겨진다.
| 현명   | 한자   | 대략적 위치                                 | 비고                                                                                               |
| ------ | ------ | ------------------------------------------- | -------------------------------------------------------------------------------------------------- |
| 마령현 | 馬領縣 | 칭양시 북서                                 | 안사고는 내[川]의 모양이 말의 목[領]을 닮아서 마령이라 한다고 했다.                                |
| 직로현 | 直路縣 | 옌안시 푸현 서                              | 저수(沮水)가 서쪽에서 나와서 동쪽으로 낙수로 들어간다.                                             |
| 영무현 | 靈武縣 | 스쭈이산시 핑뤄 현 남서                     | |
| 부평현 | 富平縣 | 우중시 칭퉁샤 시 남동                       | 북부도위의 치소가 신천장(神泉障)에 있다. 혼회도위(渾懷都尉)의 치소가 새외의 혼회장(渾懷障)에 있다. |
| 영주현 | 靈州縣 | 인촨시 남동                                 | 혜제 4년(기원전 191년)에 설치했다. 하기원(河奇苑), 호비원(胡非苑)이 있다.                          |
| 후연현 | 昫衍縣 | 우중시 옌츠 현 남동·위린시 딩볜현 교차 일대 | |
| 방거현 | 方渠縣 | 칭양시 환 현 남동                           | |
| 제도   | 除道   | ?                                           | |
| 오가현 | 五街縣 | ?                                           | |
| 순고현 | 鶉孤縣 | 핑량시 징촨 현 남동                         | |
| 귀덕현 | 歸德縣 | 옌안시 우치현 북서                          | 낙주수 북만이중(北蠻夷中)에서 나와 하수로 들어간다. 도원(堵苑), 백마원(白馬苑)이 있다.             |
| 회획현 | 回獲縣 | ?                                           | |
| 약반도 | 略畔道 | 칭양시 허수이 현 북                         | |
| 이양현 | 泥陽縣 | 칭양시 닝 현 동                             | |
| 욱질현 | 郁郅縣 | 칭양시                                      | 이수(泥水)가 북만이중에서 나온다. 목사원관(牧師菀官)이 있다.                                       |
| 의거도 | 義渠道 | 칭양시 시펑 구                              | |
| 익거현 | 弋居縣 | 칭양시 닝 현 남·정닝 현 교차 일대           | 염관이 있다.                                                                                       |
| 대요현 | 大要縣 | 칭양시 닝 현 남동                           | |
| 염현   | 廉縣   | 인촨시 북서                                 | 비이산(卑移山)이 북서쪽에 있다.                                                                    |

## 신
군의 이름을 위융(威戎)으로 고치고 다음 현의 이름을 고쳤다.
| 전한 | 신             |
| ---- | -------------- |
| 영무 | 위융정(威戎亭) |
| 부평 | 특무(特武)     |
| 영주 | 영주(令周)     |
| 오가 | 오가(吾街)     |
| 약반 | 연년(延年)     |
| 이양 | 이음(泥陰)     |
| 욱질 | 공저(功著)     |
| 의거 | 의구(義沟)     |
| 염   | 서하정(西河亭) |

## 후한~서진
양주로 옮겨졌다. 남흉노의 남하, 강족과 선비족의 침공으로 황폐화되면서 6성 3,122호 18,637명을 거느리는 작은 군으로 줄어들었다. 후한말에는 강족, 선비족의 침공으로 기본적인 행정력조차 유지가 안되자 풍익군 대우현으로 치소를 옮기면서 지금의 퉁촨시일대로 옮겨졌다. 그리고 서진대에는 부평현과 이양현 단 2현과 2,600호만을 거느리게 되었다.
| 현명   | 한자   | 대략적 위치                       | 비고 |
| ------ | ------ | --------------------------------- | --- |
| 부평현 | 富平縣 | 우중시 칭퉁샤 시 남동             | 후한말 북지군이 남쪽으로 옮겨지면서 웨이난시 푸핑 현으로 치소가 옮겨졌다.                                     |
| 이양현 | 泥陽縣 | 칭양시 닝 현 동                   | 오작정(五柞亭)이 있다. 후한말 북지군이 남쪽으로 옮겨지면서 퉁촨 시 야오저우구 서남 매가평진동쪽으로 옮겨졌다. |
| 익거현 | 弋居縣 | 칭양시 닝 현 남·정닝 현 교차 일대 | 철광석이 채굴된다. 후한말 폐지되었다.                                                                         |
| 염현   | 廉縣   | 인촨시 북서                       | 후한말 폐지되었다.                                                                                            |
| 삼련현 | 參䜌縣 | 칭양시 환 현 남부                 | 안정군에서 본군으로 이관되었다. 후한말 폐지되었다.                                                            |
| 영주현 | 靈州縣 | 인촨시 남동                       | 후한말 폐지되었다.                                                                                            |
| 대우현 | 祋祤縣 | 퉁촨 시 야오저우 구               | 본래 좌풍익의 속현이었으나 후한말 북지군이 남쪽으로 옮겨지면서 북지군의 치소가 되었다.                        |

## 북위
7현을 속현으로 두었고 옹주에 소속되었다.옛 북지군지역에는 빈주(豳州)가 설치되었고 서위는 영주(寧州)로 개명했다.
| 현명   | 한자   | 대략적 위치                       | 비고                                                                                  |
| ------ | ------ | --------------------------------- | ------------------------------------------------------------------------------------- |
| 부평현 | 富平縣 | 웨이난 시 푸핑 현                 | 447년(태평진군 8년), 이양현, 익거현과 함께 복구되었다. 북지성과 한무제의 사당이 있다. |
| 이양현 | 泥陽縣 | 퉁촨 시 야오저우 구 서남 매가평진 | 447년 복구되었고 500년(경명 원년) 복구되었다. 자성산(慈城山)이 있다.                  |
| 익거현 | 弋居縣 |                                   |                                                                                       |
| 운양현 | 雲陽縣 |                                   | 포지수(蒲池水)와 운양궁이 있다.                                                       |
| 동관현 | 銅官縣 | 퉁촨 시                           | 447년 신설되었다. 관산(關山)과 석반산(石槃山)이 있다.                                 |
| 토문현 | 土門縣 |                                   | 500년 신설되었고 토문산이 현내에 있다.                                                |
| 의군현 | 宜君縣 | 퉁촨 시 야오저우 구               | 447년 신설되었고 현내에 의군수가 흐른다.                                              |

## 수
주현제를 실시할 때 서위에서 개명된 영주(寧州)를 쓰다가 수 양제시기인 대업초에 빈주로 복구했다. 6현 70,690호를 거느렸다.
| 현명   | 한자   | 대략적 위치                            | 비고 |
| ------ | ------ | -------------------------------------- | --- |
| 정안현 | 定安縣 | 칭양 시 닝 현                          | 개황초에 폐지된 조흥군의 소재지로 대업초 북지군이 설치되면서 북지군의 속현이 되었다. |
| 나천현 | 羅川縣 | 칭양 시 정닝 현 유림자진 남 무왕장일대 | 서위에서 본현에 현주(顯州)를 설치했으나 북주에서 현주를 폐지했고 개황초에 양주현(陽周縣)에서 지금의 이름으로 개명되었다. 교산(橋山)이 있다. |
| 팽원현 | 彭原縣 | 칭양 시                                | 북위는 본현에 서북지군을 세웠고 현내에 낙반성(洛蟠城)이 있다. 서위는 울주로 승격시켰고 풍성(豐城)에 치소를 두었고 추가적으로 운주(雲州)를 설치했다. 북주는 2개주를 모두 폐지하고 개황초 서북지군을 폐하면서 현으로 격하되었다. 598년(수 문제 개황 18년) 팽양현(彭陽縣)에서 지금의 이름으로 개명했다. 산호수(珊瑚水)가 있다. |
| 양락현 | 襄樂縣 | 칭양 시 닝 현 상락진                   | 북위가 세운 양락군과 서위가 세운 연주(燕州)의 소재지였으나 연주, 양락군모두 북주때 폐지되었다. 자오산(子午山)이 있다. |
| 신평현 | 新平縣 | 셴양시 빈 현                           | 서위가 빈주를 설치했던 곳으로 584년(수 문제 개황 4년), 백토현(白土縣)에서 지금의 이름으로 개명되었고 대업초 빈주가 폐지되면서 현으로 격하되었다. |
| 삼수현 | 三水縣 | 셴양 시 쉰이현 북동                    | 서위가 항주(恆州)를 세웠으나 폐지되었다. |

## 당
상급주인 빈주(邠州)로 불렸다. 617년 기존수대의 북지군의 속현을 유지하고 있었다. 1년후 618년 정안현에서는 귀의현이 분리신설되었고 신평현과 삼수현은 신평군으로 분리되었으며 당나라건국이후 북지군은 영주(寧州)로 불리고 팽원현은 팽주(彭州)로 분리되었다. 영주에 도독부가 설치되었으나 3년뒤 도독부는 폐지되었다. 742년(당 현종 천보 원년), 팽원군으로 개명했다. 758년(건원 원년) 영주로 복구했다. 과거 7현 15,491호 66,135명을 거느렸다가 천보연간에는 6현 37,121호 224,837명을 거느렸다.
| 현명   | 한자   | 대략적 위치                            | 비고 |
| ------ | ------ | -------------------------------------- | --- |
| 정안현 | 定安縣 | 칭양 시 닝 현                          | 618년 귀의현(歸義縣)이 분리신설되었다. 619년(당 고조 무덕 2년), 정평현(定平縣)이 분리신설되었다. |
| 팽원현 | 彭原縣 | 칭양 시                                | 당나라 건국직후 팽주(彭州)로 분리되었다. 620년(당 고조 무덕 3년) 팽원현에서 풍의현(豐義縣)을 분리신설되어 팽주의 속현이 되었으나 627년(당 태종 정관 원년), 팽주가 폐지되면서 팽원현과 풍의현이 영주의 속현으로 돌아왔다. |
| 직령현 | 真甯縣 | 칭양 시 정닝 현 유림자진 남 무왕장일대 | 742년 나천현에서 지금의 이름으로 개명되었다. |
| 정평현 | 定平縣 | 칭양 시 정닝 현 주가향 일대            | 619년 분리신설되었다. 643년(당 태종 정관 17년) 귀의현이 폐지되면서 정평현으로 통폐합되었다. |
| 양락현 | 襄樂縣 | 칭양 시 닝 현 상락진                   | |
| 풍의현 | 豐義縣 | 칭양 시 전위안 현 팽양향               | 619년 팽원현에서 분리되었다. 팽주에 속했다가 627년 팽주가 폐지되면서 본현으로 내속되었다. |

## 군수·태수

### 전한
- 아무개(? ~ 기원전 112년): 무제가 신진중(新秦中)에서 사냥할 때, 국경 수비를 제대로 하지 않은 것이 발각되어 주살되었다.[14]
- 아무개(기원전 91년 ~ 기원전 90년): 여태자의 난 진압에 공을 세워 북지태수로 임용되었으나, 여태자의 억울함이 밝혀져서 일족이 주멸되었다.[15]
- 장연수(기원전 66년 ~ 기원전 65년)
- 두연년(기원전 65년 ~ 기원전 64년)
- 곡영(기원전 12년 ~ 기원전 9년)